# خزان أيريتشاي
خزان أيريتشاي خزان يقع في الجزء الجنوبي الغربي من منطقة شيكي في جمهورية أذربيجان، في مجرى أيريتشاي (أوغوز). تم تشغيل الخزان عام 1987 لتوفير مياه الري لأراضي منطقتي شيكي وجاخ.

## المواصفات الفنية
يبلغ ارتفاع السد 23 مترًا، وطول السد 2100 متر، ويبلغ الحجم الإجمالي للخزان 80.6 مليون متر مكعب. إن استهلاك المياه للري هو 1.5÷13.0م³/ثانية.